# Запорожское (Розовский район)
Запорожское (укр. Запорізьке) — село,
Сладководненский сельский совет,
Розовский район,
Запорожская область,
Украина.
Код КОАТУУ — 2324984807. Население по переписи 2001 года составляло 143 человека.

## Географическое положение
Село Запорожское находится на расстоянии в 1 км от села Верховка и в 1,5 км от села Ивановка.
По селу протекает пересыхающий ручей с запрудой.